# بانتن قدیم
بانتن قدیم (انگلیسی: Old Banten) یک سایت باستان‌شناسی در ساحل شمالی سرانگ بانتن، اندونزی است. در ۱۱ کیلومتری شمال شهر سرنگ، سایت بانتن قدیم شامل ویرانه‌های شهر بندری بانتن، پایتخت قرن شانزدهمی سلطان‌نشین بانتن است.